# Station Avenue du Président Kennedy
Station Avenue du Président Kennedy is een spoorwegstation aan de spoorlijn Ermont-Eaubonne - Champ-de-Mars. Het ligt in het 16e arrondissement van Parijs.

## Geschiedenis
Het station is op 12 april 1900 geopend aan de Ligne d'Auteuil, na de verlenging van deze lijn naar Invalides vanwege de wereldtentoonstelling van 1900. In 1985 werd deze lijn gesloten in verband met de aanleg van de RER C, het deeltraject waaraan dit station ligt ging deel uitmaken van de spoorlijn Ermont-Eaubonne - Champ-de-Mars.

## Ligging
Het station ligt op kilometerpunt 3,062 van de spoorlijn Ermont-Eaubonne - Champ-de-Mars (nulpunt tussen Invalides en Musée d'Orsay).

## Diensten
Het station wordt aangedaan door treinen van de RER C tussen Pontoise en Massy-Palaiseau of Pont-de-Rungis - Aéroport d'Orly. Sommige treinen hebben in plaats van Pontoise Montigny - Beauchamp als eindpunt, in verband met capaciteitsproblemen.

## Aansluitingen
- RATP-busnetwerk: 4 lijnen
- Noctilien: 2 lijn

## Vorig en volgend station
| Richting                            | Vorig station   | Lijn  | Volgend station             | Richting                                                |
| ----------------------------------- | --------------- | ----- | --------------------------- | ------------------------------------------------------- |
| Pontoise C1 Montigny - Beauchamp C3 | Boulainvilliers | RER C | Champ de Mars - Tour Eiffel | Massy-Palaiseau C2 Pont-de-Rungis - Aéroport d'Orly C12 |